# South Heidelberg Township
Pour les articles homonymes, voir Heidelberg Township.
South Heidelberg Township est un township, situé dans le comté de Berks, en Pennsylvanie, aux États-Unis,. En 2010, il comptait une population de 7 271 habitants.

## Démographie
Lors du recensement de 2010, le township comptait une population de 7 271 habitants. Elle est estimée, en 2016, à 7 352 habitants.

### Source de la traduction
- (en) Cet article est partiellement ou en totalité issu de l’article de Wikipédia en anglais intitulé « South Heidelberg Township, Berks County, Pennsylvania » (voir la liste des auteurs).